# Mallinella vietnamensis
Mallinella vietnamensis là một loài nhện trong họ Zodariidae.
Loài này thuộc chi Mallinella. Mallinella vietnamensis được Hirotsugu Ono mô tả năm 2003.